# Fußball-Oberliga 2021/22
Die Fußball-Oberliga 2021/22 war die 14. Saison der Oberliga als fünfthöchste Spielklasse im Fußball in Deutschland.

## Oberligen
| Oberliga                                                              | Mannschaften              | Meister                                           |
| --------------------------------------------------------------------- | ------------------------- | ------------------------------------------------- |
| Oberliga Baden-Württemberg 2021/22                                    | 20                        | SGV Freiberg                                      |
| Bayernliga 2021/22 in zwei Staffeln (Nord und Süd)                    | 18 (Nord) 19 (Süd)        | DJK Vilzing (Nord) SpVgg Hankofen-Hailing (Süd)   |
| Bremen-Liga 2021/22                                                   | 18                        | Bremer SV                                         |
| Oberliga Hamburg 2021/22 in zwei Staffeln (Ost und West)              | 10 (Ost) 9 (West)         | TuS Dassendorf                                    |
| Hessenliga 2021/22 in zwei Staffeln (Nordost und Südwest)             | 11 (Nordost) 11 (Südwest) | SG Barockstadt Fulda-Lehnerz                      |
| Mittelrheinliga 2021/22                                               | 18                        | 1. FC Düren                                       |
| Oberliga Niederrhein 2021/22                                          | 23                        | 1. FC Bocholt                                     |
| Oberliga Niedersachsen 2021/22 in zwei Staffeln                       | 10 je Staffel             | Blau-Weiß Lohne                                   |
| Oberliga Nordost 2021/22 in zwei Staffeln (Nord und Süd)              | 19 (Nord) 19 (Süd)        | Greifswalder FC (Nord) * FC Rot-Weiß Erfurt (Süd) |
| Oberliga Rheinland-Pfalz/Saar 2021/22 in zwei Staffeln (Nord und Süd) | 12 (Nord) 12 (Süd)        | Wormatia Worms                                    |
| Oberliga Schleswig-Holstein 2021/22 in zwei Staffeln (Nord und Süd)   | 8 (Nord) 9 (Süd)          | SV Todesfelde                                     |
| Oberliga Westfalen 2021/22                                            | 21                        | 1. FC Kaan-Marienborn                             |

* Nach vorzeitigem Saisonende aufgrund einer Quotientenregelung

## Aufstieg und Relegation zur Regionalliga

### Regionalliga Bayern
Folgende Mannschaften qualifizierten sich direkt für die Regionalliga Bayern 2022/23:
- Meister der Bayernliga 2021/22
  -  DJK Vilzing (Nord)
  -  SpVgg Hankofen-Hailing (Süd)

Folgende Mannschaften qualifizierten sich für die Relegation:
- Tabellen-16. und -17. der Regionalliga Bayern 2021/22
  -  SC Eltersdorf
  -  SpVgg Greuther Fürth II
- Vizemeister der Bayernliga 2021/22
  -  SpVgg Ansbach 09 (Nord)
  -  SV Donaustauf (Süd)

#### Relegation
In der Relegation wurden im K.-o.-System zwei weitere Regionalliga-Teilnehmer ermittelt.
| Datum                   |                         | Ergebnis  | !Austragungsort                                                  |
| ----------------------- | ----------------------- | --------- | ---------------------------------------------------------------- |
| 24. Mai 2022, 18:30 Uhr | SV Donaustauf           | 0:6 (0:2) | SpVgg Greuther Fürth II \|\| Sportzentrum Donaustauf, Donaustauf |
| 24. Mai 2022, 18:30 Uhr | SpVgg Ansbach 09        | 2:0 (0:0) | SC Eltersdorf \|\| Xaver-Bertsch-Sportpark, Ansbach              |
| 27. Mai 2022, 18:30 Uhr | SpVgg Greuther Fürth II | 4:0 (1:0) | SV Donaustauf \|\| Sportpark Ronhof, Fürth                       |
| 27. Mai 2022, 19:00 Uhr | SC Eltersdorf           | 2:1 (0:1) | SpVgg Ansbach 09 \|\| Sportanlage Langenau, Erlangen             |

### Regionalliga Nord
Folgende Mannschaft qualifizierte sich direkt für die Regionalliga Nord 2022/23:
- Meister der Oberliga Niedersachsen 2021/22
  -  Blau-Weiß Lohne

Folgende Mannschaften qualifizierten sich für die Aufstiegsrunde:
- Meister der Bremen-Liga 2021/22
  -  Bremer SV
- zur Teilnahme gemeldete Mannschaft der Oberliga Hamburg 2021/22
  -  Wandsbeker TSV Concordia
- Meister der Oberliga Schleswig-Holstein 2021/22
  -  SV Todesfelde
- Vizemeister der Oberliga Niedersachsen 2021/22
  -  Kickers Emden

#### Aufstiegsrunde
In der Aufstiegsrunde wurden in einem Rundenturnier zwei weitere Regionalliga-Teilnehmer ermittelt. Jede Mannschaft hatte ein Heimspiel. Die Spiele des 2. Spieltags fanden auf neutralem Platz statt.
Bei Punktgleichheit entschieden über die Tabellenplatzierung:
1. die Tordifferenz,
2. die Anzahl der erzielten Tore,
3. die im Anschluss an die Spiele ausgetragenen Elfmeterschießen.
| Datum                   |                          | Ergebnis        | !Austragungsort                                             |
| ----------------------- | ------------------------ | --------------- | ----------------------------------------------------------- |
| 29. Mai 2022, 15:00 Uhr | Kickers Emden            | 2:1 (4:3 i. E.) | Bremer SV \|\| Ostfriesland-Stadion, Emden                  |
| 29. Mai 2022, 15:00 Uhr | Wandsbeker TSV Concordia | 1:1 (0:3 i. E.) | SV Todesfelde \|\| Stadion Hoheluft, Hamburg                |
| 1. Juni 2022, 19:30 Uhr | Bremer SV                | 2:0 (1:3 i. E.) | SV Todesfelde \|\| Adolf-Jäger-Kampfbahn, Hamburg           |
| 1. Juni 2022, 19:45 Uhr | Kickers Emden            | 3:1 (3:2 i. E.) | Wandsbeker TSV Concordia \|\| Marko-Mock-Arena, Bremen      |
| 5. Juni 2022, 15:00 Uhr | SV Todesfelde            | 2:2             | Kickers Emden \|\| Joda Sportpark, Todesfelde               |
| 5. Juni 2022, 15:00 Uhr | Bremer SV                | 3:1             | Wandsbeker TSV Concordia \|\| Stadion am Panzenberg, Bremen |

| Pl. | Mannschaft               | Sp. | S | U | N | Tore    | Diff. | Punkte |
| --- | ------------------------ | --- | - | - | - | ------- | ----- | ------ |
| 1.  | Kickers Emden            | 3   | 2 | 1 | 0 | 007:400 | +3    | 07     |
| 2.  | Bremer SV                | 3   | 2 | 0 | 1 | 006:300 | +3    | 06     |
| 3.  | SV Todesfelde            | 3   | 0 | 2 | 1 | 003:500 | −2    | 02     |
| 4.  | Wandsbeker TSV Concordia | 3   | 0 | 1 | 2 | 003:700 | −4    | 01     |

### Regionalliga Nordost
Folgende Mannschaften qualifizierten sich direkt für die Regionalliga Nordost 2022/23:
- Meister der Oberliga Nordost 2021/22
  -  Greifswalder FC (Nord)
  -  FC Rot-Weiß Erfurt (Süd)

### Regionalliga Südwest
Folgende Mannschaften qualifizierten sich direkt für die Regionalliga Südwest 2022/23:
- Meister der Oberliga Baden-Württemberg 2021/22
  -  SGV Freiberg
- Meister der Hessenliga 2021/22
  -  SG Barockstadt Fulda-Lehnerz
- Meister der Oberliga Rheinland-Pfalz/Saar 2021/22
  - Wormatia Worms

Folgende Mannschaften qualifizierten sich für die Aufstiegsrunde:
- Vizemeister der Oberliga Baden-Württemberg 2021/22
  -  Stuttgarter Kickers
- Vizemeister der Hessenliga 2021/22
  -  TSV Eintracht Stadtallendorf
- Vizemeister der Oberliga Rheinland-Pfalz/Saar 2021/22
  -  Eintracht Trier

#### Aufstiegsrunde
In der Aufstiegsrunde wurde in einem Rundenturnier ein weiterer Regionalliga-Teilnehmer ermittelt. Das erste Spiel trugen die Tabellenzweiten der Oberliga Baden-Württemberg und der Hessenliga aus. Je nach Ergebnis dieses Spiels wurden die beiden übrigen Partien angesetzt.
Bei Punktgleichheit entschieden über die Tabellenplatzierung:
1. die Tordifferenz,
2. die Anzahl der erzielten Tore,
3. das Los.
| Datum                    |                              | Ergebnis  | !Austragungsort                                           |
| ------------------------ | ---------------------------- | --------- | --------------------------------------------------------- |
| 8. Juni 2022, 19:00 Uhr  | Stuttgarter Kickers          | 3:0 (2:0) | TSV Eintracht Stadtallendorf \|\| Gazi-Stadion, Stuttgart |
| 11. Juni 2022, 14:00 Uhr | TSV Eintracht Stadtallendorf | 0:5 (0:3) | Eintracht Trier \|\| Herrenwaldstadion, Stadtallendorf    |
| 14. Juni 2022, 19:00 Uhr | Eintracht Trier              | 1:1 (0:0) | Stuttgarter Kickers \|\| Moselstadion, Trier              |

| Pl. | Mannschaft                   | Sp. | S | U | N | Tore    | Diff. | Punkte |
| --- | ---------------------------- | --- | - | - | - | ------- | ----- | ------ |
| 1.  | Eintracht Trier              | 2   | 1 | 1 | 0 | 006:100 | +5    | 04     |
| 2.  | Stuttgarter Kickers          | 2   | 1 | 1 | 0 | 004:100 | +3    | 04     |
| 3.  | TSV Eintracht Stadtallendorf | 2   | 0 | 0 | 2 | 000:800 | −8    | 0      |

### Regionalliga West
Folgende Mannschaften qualifizierten sich direkt für die Regionalliga West 2022/23:
- Meister der Mittelrheinliga 2021/22
  -  1. FC Düren
- Meister der Oberliga Niederrhein 2021/22
  -  1. FC Bocholt
- Meister und Vizemeister der Oberliga Westfalen 2021/22
  -  1. FC Kaan-Marienborn
  - SG Wattenscheid 09